# Parque Nacional de Tongariro
O Parque Nacional de Tongariro é o mais antigo parque nacional da Nova Zelândia, tendo sido estabelecido em Outubro de 1894. O parque cobre 795.98 km² e fica 330 km a sul de Auckland. 
As montanhas no coração do parque têm significado cultural e religioso para o povo Maori e simbolizam as ligações espirituais entre esta comunidade e seu ambiente. O parque contém vulcões, activos e extintos, uma gama diversa de ecossistemas e paisagens altamente cénicas.
Foi declarado Património Mundial da Humanidade pela Unesco em 1990.